# Mary MacKillop International
Mary MacKillop International MMI (ehemals Mary MacKillop East Timor MMET, davor Mary MacKillop Institute of East Timorese Studies MMIETS) ist eine gemeinnützige Institution mit Sitz in Sydney und in Becora, in der osttimoresischen Landeshauptstadt Dili. Sie wurde noch in der indonesischen Besatzungszeit 1994 von den Sisters of St. Joseph of the Sacred Heart, der Kongregation der australischen Heiligen Mary MacKillop, gegründet. Man kam damit einer Bitte von Carlos Filipe Ximenes Belo, dem Bischof von Dili und Friedensnobelpreisträger nach, in Absprache mit der osttimoresischen Gemeinde.

## Projekte
Ziel des MMI war zunächst, die kulturellen, bildenden, gesundheitlichen und materiellen Bedürfnisse der Menschen in Osttimor zu befriedigen. Dabei soll die osttimoresische Kultur geschützt werden, indem man die Amtssprache Tetum in der Kirche und in der allgemeinen Bildung fördert. Zu diesem Zweck entwickelte man ein Alphabetisierungsprogramm in Tetum. Inzwischen wird die Bildung auf Elternkurse, intensive Gesundheitserziehung, Lehrerausbildung, Musikerziehung und die Unterstützung von Freiwilligen als Lehrern ausgedehnt.
So wurde zum Beispiel 2009 die Hadahur Music School, Osttimors erste Musikschule, von den Josefschwestern gegründet. Lehrerfortbildungen in Gesang und Schlagzeug werden sowohl im MMI-Zentrum, als auch in den Schulen und in Verbindung mit Trainingskursenin den entlegeneren Regionen Osttimors abgehalten.
Das Mai Hatene Tetum literacy program deckt den Bereich von der Grundschule bis zur sechsten Klasse ab und umfasst über 130 kulturell relevante Geschichtenbücher für die Grundschule und die Vorschule sowie Lehrerhandbücher in Tetum. MMI bietet Lehrern, die dieses Programm verwenden, Fortbildungen an. Das Schulungsprogramm basiert auf dem nationalen Lehrplan und ist kindgerecht, altersgerecht und aktivitätsbezogen.
Fortbildungskurse für timoresische Lehrer bietet MMI seit 1996 an. Sie finden mittlerweile im MMI-Zentrum in Becora statt. Nachfolgende Besuche der Lehrer sollen ihre Fortschritte überwachen. Gelegentlich reisen Ausbilder in die verschiedenen Gemeinden, um Kurse in abgelegenen Gebieten abzuhalten. Im Geschäftsjahr 2014/15 bildete MMI 281 Lehrkräfte aus, wovon 10.000 Schüler profitieren konnten.
Mit der Gesundheitserziehung soll Lehrern und Eltern die notwendigen Fähigkeiten vermitteln werden, um die allgemeine Gesundheitslage im Land zu verbessern. Zu den Problemen gehören Mangelernährung, Tuberkulose, Durchfallerkrankungen und Dengue. Schulungen zu wirksamen Präventionsmaßnahmen sowie die Entwicklung guter Gesundheits- und Hygienepraktiken und eine verbesserte Ernährung sollen hier entgegenwirken. Hier helfen auch die Elternkurse, bei denen MMI mit der Asia Foundation und World Vision zusammenarbeitet. Gefördert soll das Engagement der Eltern für die frühkindliche Bildung werden. Mit dem UNICEF-Modell werden Freiwillige vor Ort geschult, die mit den Menschen in ihrem Heim zusammen arbeiten, um ihre Vorschulkinder auf die Schule vorzubereiten.
Das Mobile Learning Center soll Eltern, Lehrern und Kindern in den entlegeneren Teilen Timors-Lestes wichtige Lernbereiche wie Rechnen, Lesen und Schreiben sowie Gesundheit näher bringen. Es bietet den Erwachsenen die Möglichkeit, an Kursen in kleinen Gruppen teilzunehmen, und Kindern, an Lesesitzungen und an einfachen Aktivitäten zum Thema Alphabetisierung und Gesundheit teilzunehmen. Die Kinder erhalten Bücher zum Mitnehmen und die Lehrer können Ressourcen ausleihen.

## Sonstiges
2006 war Direktorin des Instituts Schwester Josephine Mitchell.
2014 erhielt das damalige MMIETS von Osttimors Präsident Taur Matan Ruak die Medal des Ordem de Timor-Leste.